# Johann Ludwig Alexander von Laudon
Johann Ludwig Alexius von Laudon (1767 Riga – 22. listopadu 1822 Vídeň) byl rakouský polní podmaršálek.

## Život
Laudon pocházel z německo-baltského rodu Loudonů. Vojenskou kariéru započal v ruské armádě a zde dosáhl hodnosti Hauptmann (kapitán). Počátkem války o bavorské dědictví sloužil v pluku svého strýce Ernsta Gideona von Laudon. Roku 1787 bojoval po boku svého strýce jako podplukovník a generální adjutant v rusko turecké válce.
Po smrti strýce se stal jeho dědicem a velel 29. pěšímu pluku. V jeho čele pak bojoval v první koaliční válce. Roku 1793 se účastnil bitvy u Weißenburgu v Alsasku.
V roce 1796 byl povýšen do hodnosti generálmajora a byl pověřen velením brigády v Tyrolsku. Při pokusu o osvobození obléhané pevnosti Mantua byla jeho úkolem ochrana hranice při Graubünden a Veltlinu. Pod tlakem Francouzů, kterým velel Barthélemy-Catherine Joubert, musel ustoupit až k Meranu. Po posílení o tyrolské střelce se mu podařilo v bitvě u Jenesien nepřítele zatlačit.
Za opětovné získání jižních Tirol mu byl udělen rytířský kříž řádu Marie Terezie. Během druhé koaliční války bojoval v bitvách u Novi 15. srpna 1799 a u Turbigo 31. května 1800. Byl povýšen do hodnosti polního podmaršálka a velel divizi v Haliči.
Ve válkách třetí koalice se vyznamenal v bitvě u Elchingenu 14. října 1805. Po bitvě u Ulmu padl do zajetí spolu s generálem Karl Macke von Leiberichem a dalšími pěti polními podmaršálky. V roce 1809 velel rezervní armádě na Moravě. Po Schönbrunnském míru 14. října 1809 opustil aktivní službu.
Zemřel 22. listopadu 1822 na zámku Laudon v Hadersdorfu u Vídně.

### Rodina
Johann Ludwig se oženil s Amalií hraběnkou z Fünfkirchenu a měl s ní syna Oliviera a dceru Louisu.